# عبد الحليم منتصر
عبد الحليم منتصر (1908 - 1992)، هو عالم مصري يعد رائدا لعلم البيئة النباتية في العالم العربي.

## حياته
ولد في 1908 في قرية الغوابين مركز فارسكور دمياط، تخرج من كلية العلوم بجامعة القاهرة في عام 1931 حصل على درجة الماجستير عام 1933 وحصل على الدكتوراة في فلسفة العلوم عام 1938 شغل منصب عميد كلية العلوم ورئيس قسم النبات كان مهتماً بتعريب التعليم الجامعي ووضع معجم عربي علمي عمل معيدا بقسم النبات وحصل علي الماجستير عن رسالة النتح والثغور في النباتات الصحراوية والدكتوراة عام 1931 وموضوعها التربة المصرية كون مع زملائه مجلة رسالة العلم في سنة 1924 ورأسها 42 سنة وكون جمعية خريجي العلوم وأصبح أمينا للإتحاد العلمي وعمل مديرا لجامعة الكويت منذ أنشأها.

## مسيرته
ريادة «منتصر» في دراسة تاريخ العلوم خاصة في العصر الإسلامي وكتب في ذلك مقالات عدة وكتب مثل كتاب «تاريخ العلم ودور العرب في تقدمه»، وكان من كبار الدعاة إلى تعريب العلم في مصر والعالم العربي حتى يصل للجميع؛ لأن من الناس من لا يتقن إلا اللغة العربية ، وبجانب دوره كمصري فيعد عبد الحليم منتصر من مؤسسي جامعة الكويت وأول رئيس لها ثم عاد إلى أرض الوطن سنة 1964، ثم سافر إلى المملكة العربية السعودية سنة 1975 حين طلبته مستشارًا لشئون الجامعات بها ثم عاد ليواصل عمله وأبحاثه في جامعة عين شمس.

## الجوائز
- حصل على جائزة الدولة التقديرية في العلوم.[5]

## روابط خارجية
- عبد الحليم منتصر على موقع أرشيف الشارخ.